# Coaliția talo-calcaneană
Coaliția talo-calcaneană este o afecțiune post-traumatică cu evoluție de mulți ani, ce apare între articulațiile talo-calcaneene și este caracterizată morfopatologic prin redoare fibroasă, ce se osifică după mulți ani (10-15 ani), iar clinic prin durere și redoare subtalară.

## Caracteristici
Coaliția talo-calcaneană este caracteristică părții mediale a articulației subtalare. Coaliția tinde să se osifice după 12-15 ani.
Deși coaliția dintre talus și calcaneu poate apărea la nivelul oricărei fațete articulare, cel mai des implicată este fațeta articulară medială. Anatomia fațetei mijlocii și a fațetei anterioare este destul de variată de la un individ la altul. Sînt cunoscute 4 tipuri anatomice de fațete articulare:
- o singură fațetă mijlocie mică
- o singură fațetă mijlocie care se extinde posterior, fiind aproape la fel de întinsă precum fațeta posterioară
- o fațetă mijlocie care se extinde anterior
- două fațete: anterioară și mijlocie, situate în compartimentul medial.

## Articulația talo-calcaneană

### Generalități
Articulația talo-calcaneană este o articulație cu un singur ax de mișcare care acționează ca o balama. Ea permite mișcarea piciorului proximal față de piciorul distal, fixat. Axul de rotație a articulației subtalare face cu orizontala, în plan sagital, un unghi de 42 de grade și în plan frontal un unghi de 16-23 de grade, medial față de linia mijlocie a piciorului.
Rolul articulației subtalare este participarea la pronația și supinația piciorului. Pronația are în mod normal o amplitudine de 5-10 grade și este cuplată cu extensia, abducția și eversiunea. Supinația normală este de 15 grade și este cuplată cu flexia, abducția și inversiunea piciorului.

### Examen clinic
Gradul total de mișcare a acestei articulații este de 20-25 de grade.
Mobilitatea subtalară se examinează cel mai bine cu pacientul culcat în decubit ventral și cu genunchiul flectat la aproximativ 135 de grade. În acest moment axul articulației subtalare este foarte apropiat de planul orizontal. Este examinată inversiunea/eversiunea pasivă a călcâiului.
Poziția neutră subtalară este aceea în care articulațiile subtalară, talonaviculară și calcaneo-cuboidiană sunt reduse și congruente. Clinic, piciorul este plasat în poziție neutră atunci cînd navicularul este centrat pe talus. După plasarea piciorului în poziție neutră se poate determina varusul/valgusul postpiciorului și antepiciorului.
Examinarea inversiunii și eversiunii articulației subtalare: funcțional, mobilitatea subtalară poate fi măsurată prin observarea pacientului din spate, când stă cu piciorul pe o minge, în inversiune maximă și în eversiune maximă. 

## Clasificare
- coaliție talo-calcaneană tip I: punte osoasă la nivelul fațetei articulare mijlocii
- coaliție talo-calcaneană tip II: coaliție cartilaginoasă
- coaliție talo-calcaneană tip III: coaliție fibroasă

De obicei, coaliția talo-calcaneană este localizată posterior de sustentaculum tali și în cele mai multe cazuri CT standard nu poate pune în evidență această arie. De cele mai multe ori, coaliția se prezintă ca o prăbușire a fațetei articulare mijlocii. De aceea, diagnosticul de coaliție talo-calcaneană se pune greu fără CT și uneori chiar și cu CT-ul standard.

## Diagnostic clinic
Coaliția talo-calcaneană devine simptomatică mult înaintea calcificării ei (cu ani buni). Pacientul are multe entorse de gleznă și nu poate face sport. Simptomele principale sunt următoarele:
- durerea difuză de gleznă sau subtalară (pacientul o localizează greu)
- contractură și spasmul mușchilor peronieri
- redoare subtalară
- simptomele unui sindrom de tunel tarsian asociat, la pacienții care au o fațetă articulară mijlocie mare, datorită presiunii exercitate asupra nervului plantar median. O fațetă articulară mijlocie mare poate să împiedice și flexia plantară completă a piciorului deoarece partea posterioară a maleolei tibiale se lovește de această fațetă. În cazul acestor pacienți, rezecția nu va ameliora mobilitatea articulară subtalară.

## Diagnostic radiologic
Coaliția dintre talus și calcaneu este greu de diagnosticat radiologic. Fațetele articulare subtalare care pot fi văzute Rx sunt cea mijlocie și cea posterioară.
Incidența Harris: permite evaluarea fațetei mijlocii. Pacientul stă în picioare pe masa radiologică, cu talpa piciorului respectiv pe caseta radiologică și cu genunchii flectați ca pentru o săritură. Raza Rx vine de sus și la 45 de grade dinspre medial spre lateral (spre partea mijlocie a calcâiului).
Incidența Broden: permite evaluarea fațetei posterioare. Pacientul este culcat în decubit dorsal pe masa radiologică, cu genunchiul ușor flectat și susținut de un rulou. Piciorul stă pe caseta radiologică, cu glezna în poziție neutră. Membrul inferior și piciorul sunt rotate intern cu 45 de grade. Raza cade direct pe maleola laterală.
Pentru evaluarea întregii fațete articulare posterioare sunt necesare 4 expuneri, cu tubul Rx înclinat cefalic 40, 30, 20 și 10 grade. Prima expunere evaluează partea anterioară a fațetei articulare posterioare, iar ultima – cea la 10 grade înclinare cefalică – evaluează partea ei posterioară.

## Tratament conservator
Este folositor de obicei doar pentru 1/3 dintre pacienții cu coaliție talo-calcaneană. Folosirea unei cizme gipsate de mers pentru 3-6 săptămâni poate ameliora simptomele.
Adesea simptomele diminuă când articulația mijlocie se osifică în întregime, în special în cazurile când călcâiul rămâne în poziție neutră.

## Tratament chirurgical
Se poate apela la două procedee: excizia și artrodeza.
Excizia: este tratamentul de ales în cazul pacienților sub 16 ani, dacă nu sunt prezente modificări degenerative și dacă coaliția afectează < 50% din întinderea fațetei articulare mijlocii. În cazul unui postpicior persistent în valgus, rezultatele exciziei vor fi modeste. De aceea, unii autori recomandă osteotomia de deplasare medială a calcaneului, ca o procedură ajutătoare.
Artrodeza are următoarele indicații:
- afectarea > 50% din întinderea suprafeței articulare mijlocii
- postpicior poziționat în valgus > 16 grade
- când există modificări degenerative și în articulațiile tarsiene (ciocul talar nu este considerat modificare degenerativă).

Rezecțiile eșuate sunt salvate prin artrodeză subtalară sau triplă artrodeză. Tripla artrodeză este indicată atunci cînd simptomele sunt severe și sunt prezente modificări degenerative și pe articulațiile vecine. Tehnica operatorie: incizia începe medial de articulația talo-naviculară și se întinde pînă la 1 cm distal de maleola tibială. Abordul chirurgical pentru rezecția coaliției talo-calcaneene se face imediat anterior de tendonul flexorului lung al halucelui. Tendonul trece imediat plantar față de sustentaculum tali. Este incizată teaca tendonului flexorului lung al halucelui și tendonul este retractat distal. Sunt identificate sustentaculum tali și coaliția talo-calcaneană. Odata rezecată coaliția, interpoziția a jumătate din tendonul flexorului lung al halucelui va reduce șansa de recurență.
Ortopedie